# AlltheWeb
AlltheWeb fut un important moteur de recherche sur Internet présenté par Fast Search and Transfer en 1999 mais dont le développement a commencé dès 1997. Bien qu'étant un rival de Google en taille et en technologie, le moteur n'est jamais devenu aussi populaire. Il a été créé en 1999 par des ingénieurs de Trondheim en Norvège.
AllTheWeb avait quelques avantages face à Google, une base de données plus fraiche, des fonctionnalités de recherche plus avancées et une interface totalement configurable. En février 2003, la division recherche sur le web de Fast est achetée par Overture Services. En mars 2004, Overture est à son tour acheté par Yahoo!. Quelque temps après, le site commença à utiliser les bases de Yahoo! et les fonctions avancées ont été retirées (par exemple la recherche FTP).
À ses débuts en 1999, Fast Search and Transfer voulait fournir une base de données des autres moteurs de recherche (un métamoteur) marchant sur les traces d'Inktomi. En janvier 2000, Lycos utilise leurs résultats dans leur formule professionnelle (Lycos PRO). En juin 2002, 2 milliards de pages sont indexées et cette annonce déclenche une nouvelle guerre des moteurs de recherches. Avant leur rachat par Yahoo!, la base contenait 3,3 milliards d'URI.
AllTheWeb dépassait souvent Google selon le nombre de pages indexées pour être battu quelques jours plus tard. Son design en une seule page était également bien connu. L'un de ses problèmes est qu'il ne faisait pas bien la corrélation des sites Web et proposait souvent plusieurs liens vers un même site.
Depuis 2011, le site redirige vers Yahoo!